# ヴィルヘルム・エープシュタイン

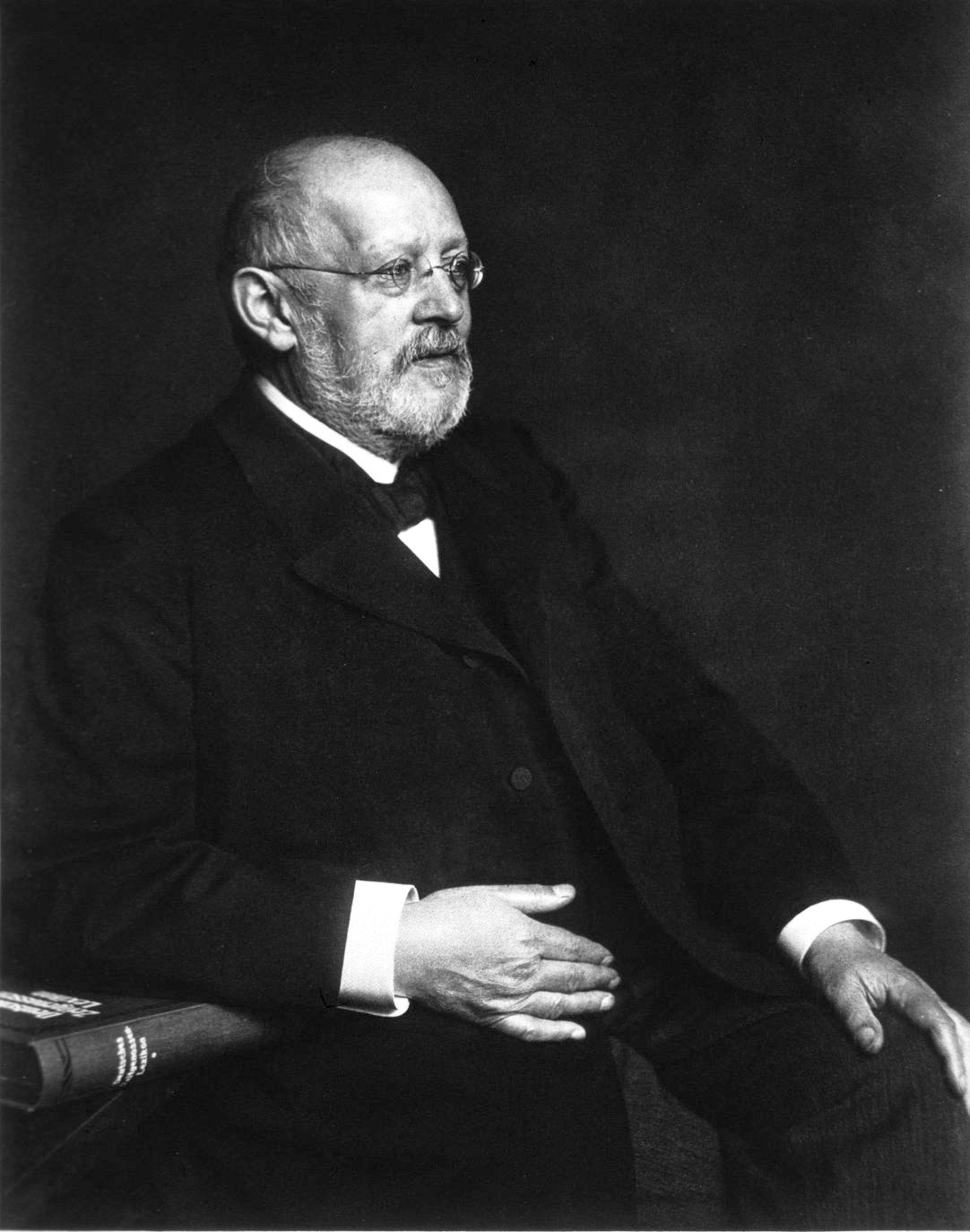
ヴィルヘルム・エープシュタイン

ヴィルヘルム・エープシュタイン（Wilhelm Ebstein, 1836年11月27日 - 1912年10月22日）は、ドイツの医師。エプシュタイン奇形は彼の名にちなむ。
プロイセン王国・ニーダーシュレジエンのヤウアー（現在のポーランド・ドルヌィ・シロンスク県ヤヴォル）生まれ。ベルリンの大学で学び、卒業後にヴロツワフの病院で働く。1874年にゲッティンゲン大学の教授となる。エープシュタインは同化不良や栄養欠乏を専門とした。

## 著作
- "handbuch der praktischen Medizin", 5 Vols. 1898-1901